# کاریزو هیل، تگزاس
کاریزو هیل (به انگلیسی: Carrizo Hill) یک منطقهٔ مسکونی در ایالات متحده آمریکا است که در شهرستان دیمیت، تگزاس واقع شده‌است. کاریزو هیل ۱٫۳ کیلومتر مربع مساحت و ۵۴۸ نفر جمعیت دارد و ۱۹۲ متر بالاتر از سطح دریا واقع شده‌است.